# Pomacanthus
Genre
Pomacanthus est un genre de poissons de la famille des Pomacanthidae dont les espèces sont appelées poissons-anges.

## Description et caractéristiques
Il s'agit du genre-type de la famille des poissons-anges (les Pomacanthidae). Ce sont des poissons très aplatis latéralement, et souvent ornés de couleurs chatoyantes. Les juvéniles arborent quasiment tous une livrée noire décorée de motifs linéaires bleus et blancs (parfois jaunes), très différente de celle des adultes. 

## Liste des espèces
Selon World Register of Marine Species (28 février 2014) :
- Pomacanthus annularis (Bloch, 1787) — Poisson-ange à anneau
- Pomacanthus arcuatus (Linnaeus, 1758) — Demoiselle blanche
- Pomacanthus asfur (Forsskål, 1775)  — Poisson ange à demi-lune[3]
- Pomacanthus chrysurus (Cuvier in Cuvier & Valenciennes, 1831)
- Pomacanthus imperator (Bloch, 1787) — Ange de mer impérial ou Poisson-ange empereur
- Pomacanthus maculosus (Forsskål, 1775) — Poisson-ange à croissant ou Poisson-ange géographe
- Pomacanthus navarchus (Cuvier in Cuvier & Valenciennes, 1831) — Poisson-ange amiral
- Pomacanthus paru (Bloch, 1787) — Poisson-ange français
- Pomacanthus rathbuni Miranda-Ribeiro, 1915
- Pomacanthus rhomboides (Gilchrist & Thompson, 1908)
- Pomacanthus semicirculatus (Cuvier in Cuvier & Valenciennes, 1831) — Chirurgien tabac
- Pomacanthus sexstriatus (Cuvier in Cuvier & Valenciennes, 1831) — Poisson-ange à six bandes
- Pomacanthus xanthometopon (Bleeker, 1853) - Poisson-ange à front jaune
- Pomacanthus zonipectus (Gill, 1862)

## Images

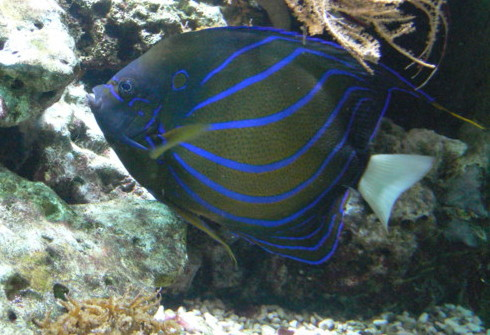
Poisson-ange à anneau (Pomacanthus annularis)
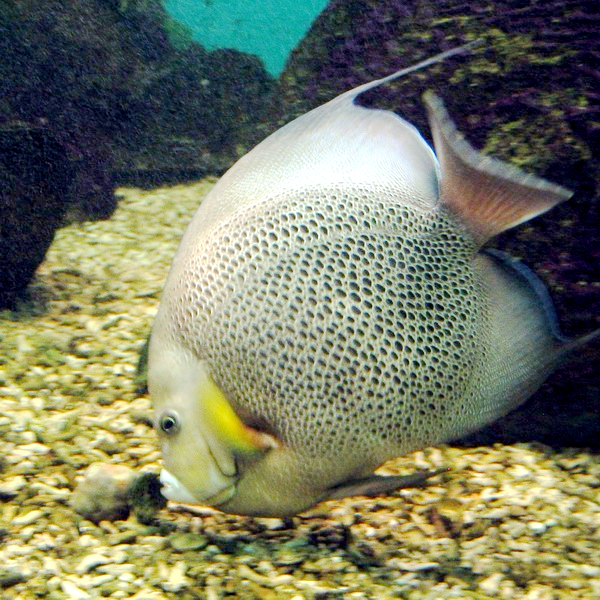
Demoiselle blanche (Pomacanthus arcuatus)
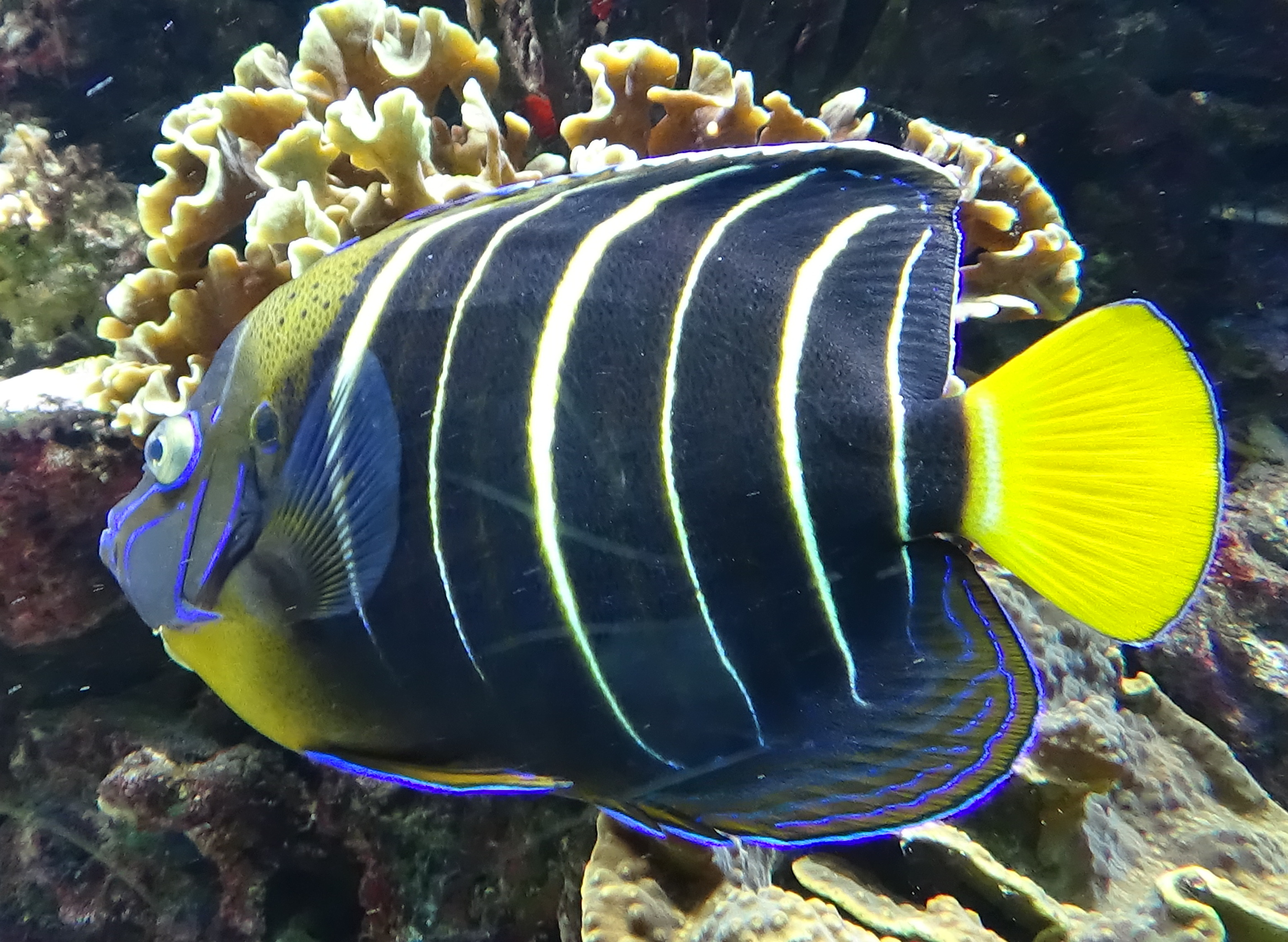
Poisson ange a oreille tachée (Pomacanthus chrysurus)
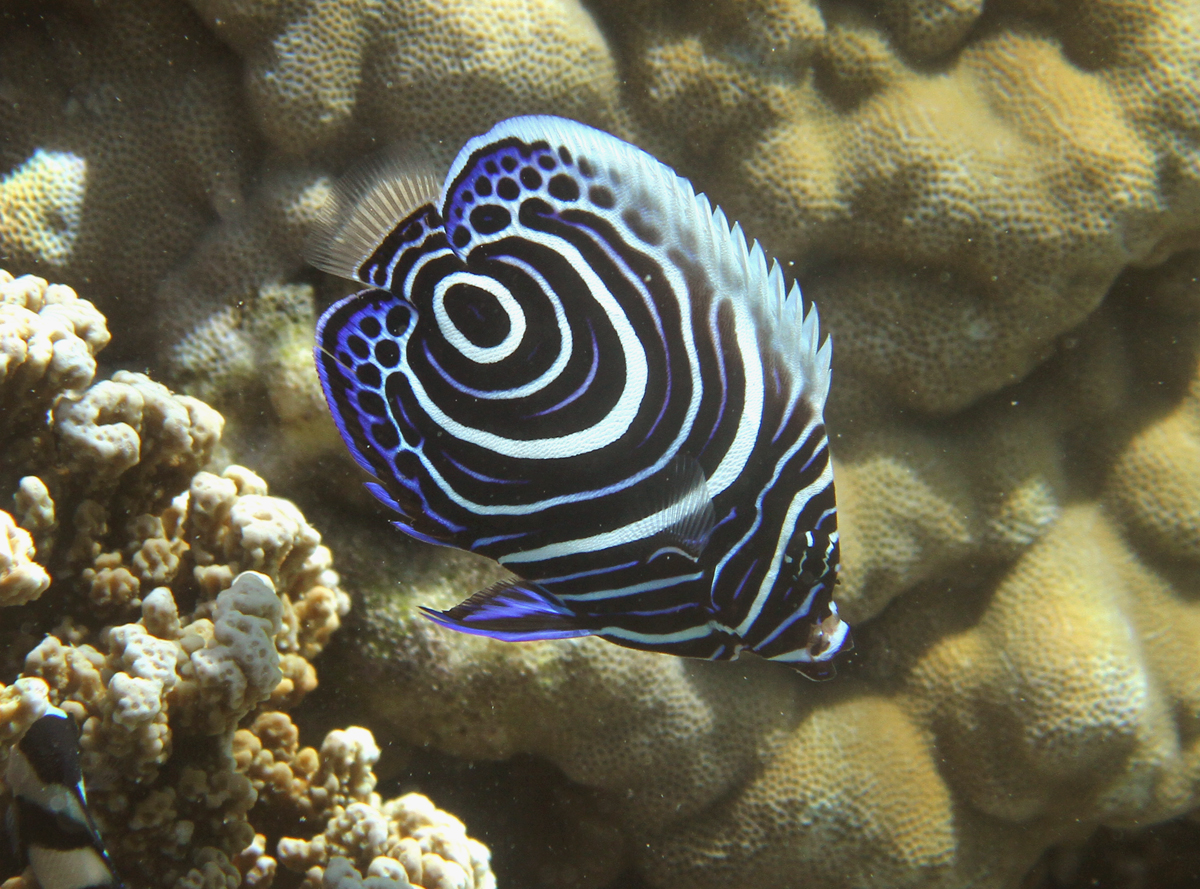
Poisson-ange empereur juvénile (Pomacanthus imperator)
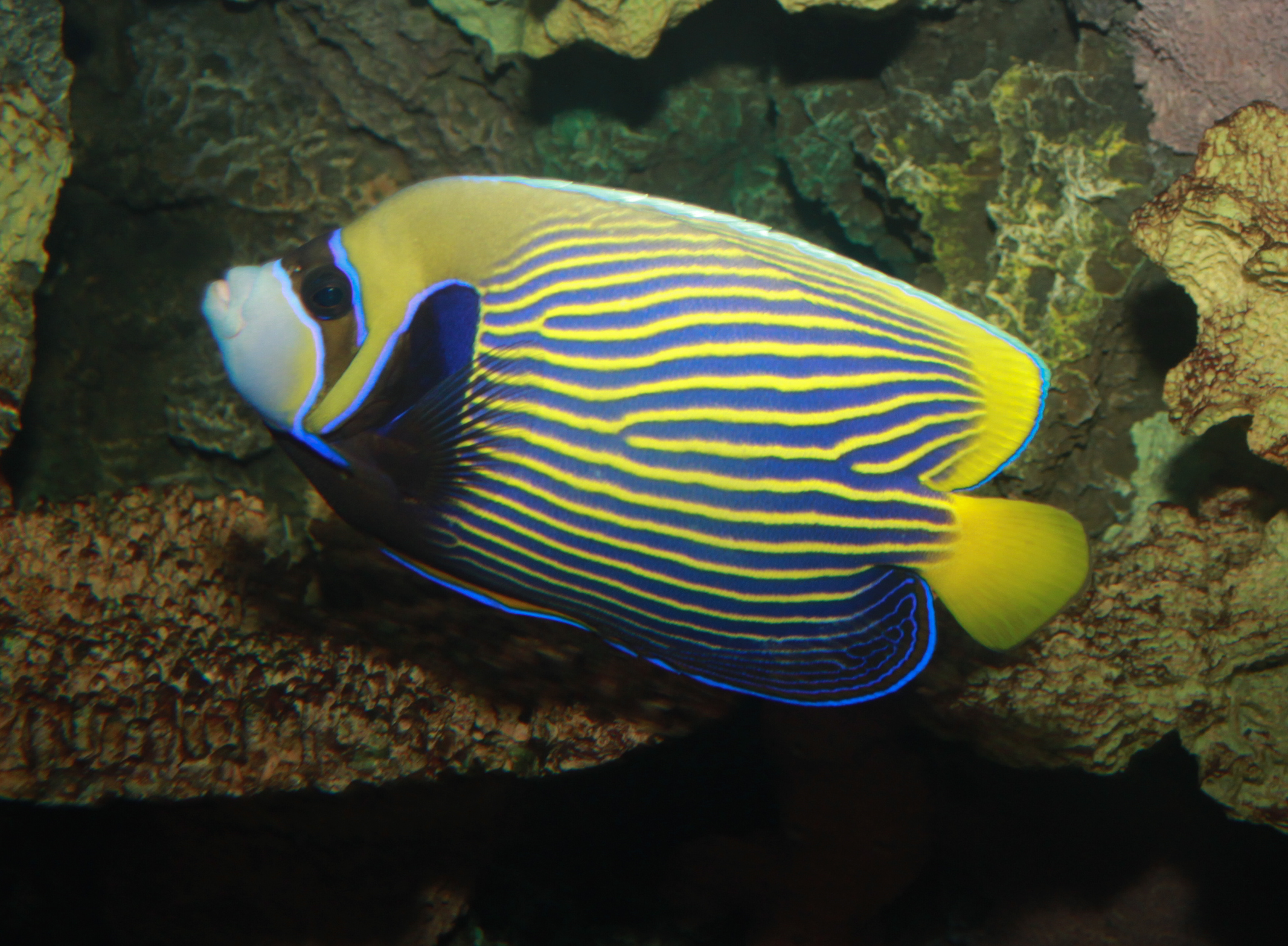
Poisson-ange empereur (Pomacanthus imperator)
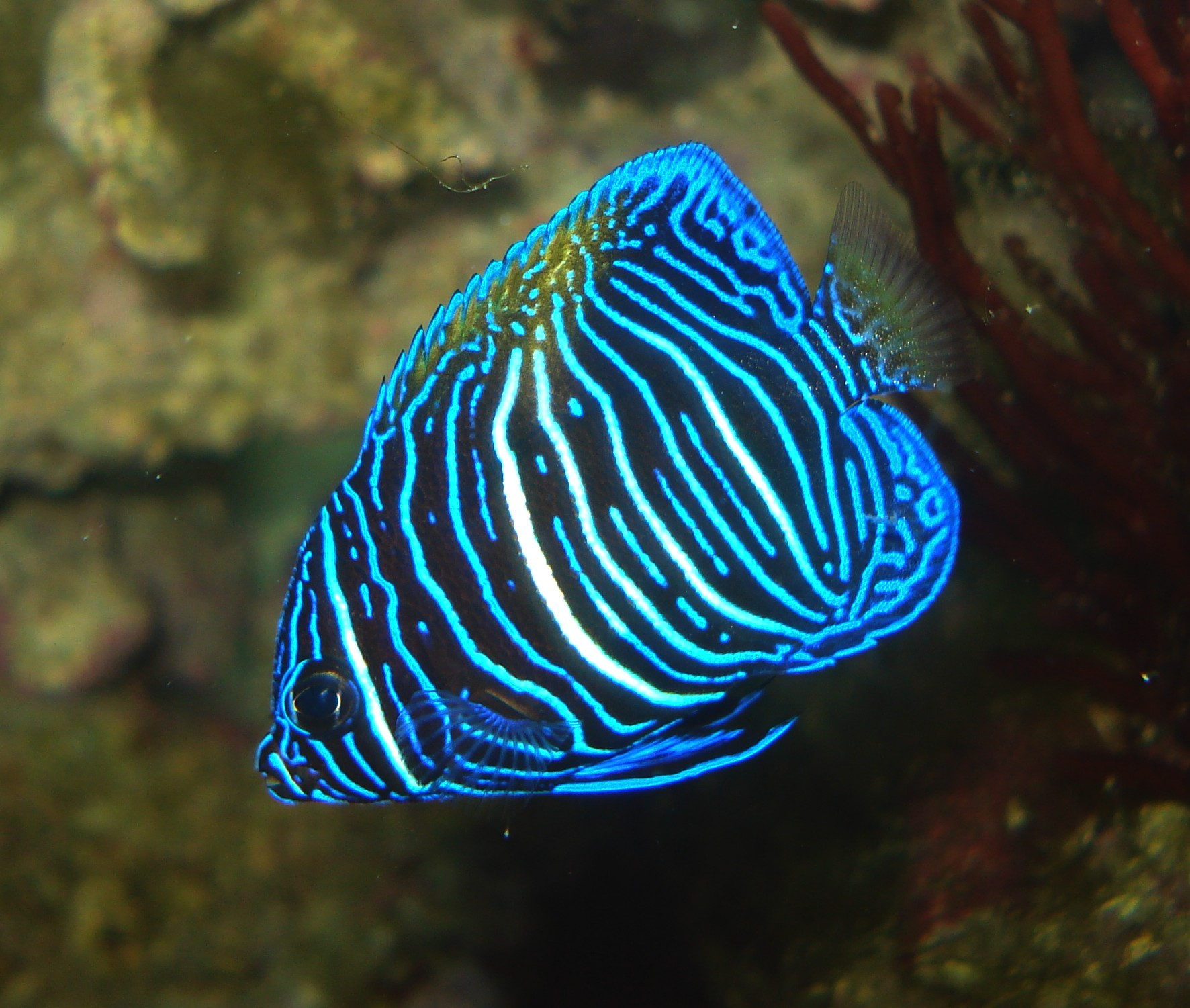
Poisson-ange à croissant juvénile (Pomacanthus maculosus)
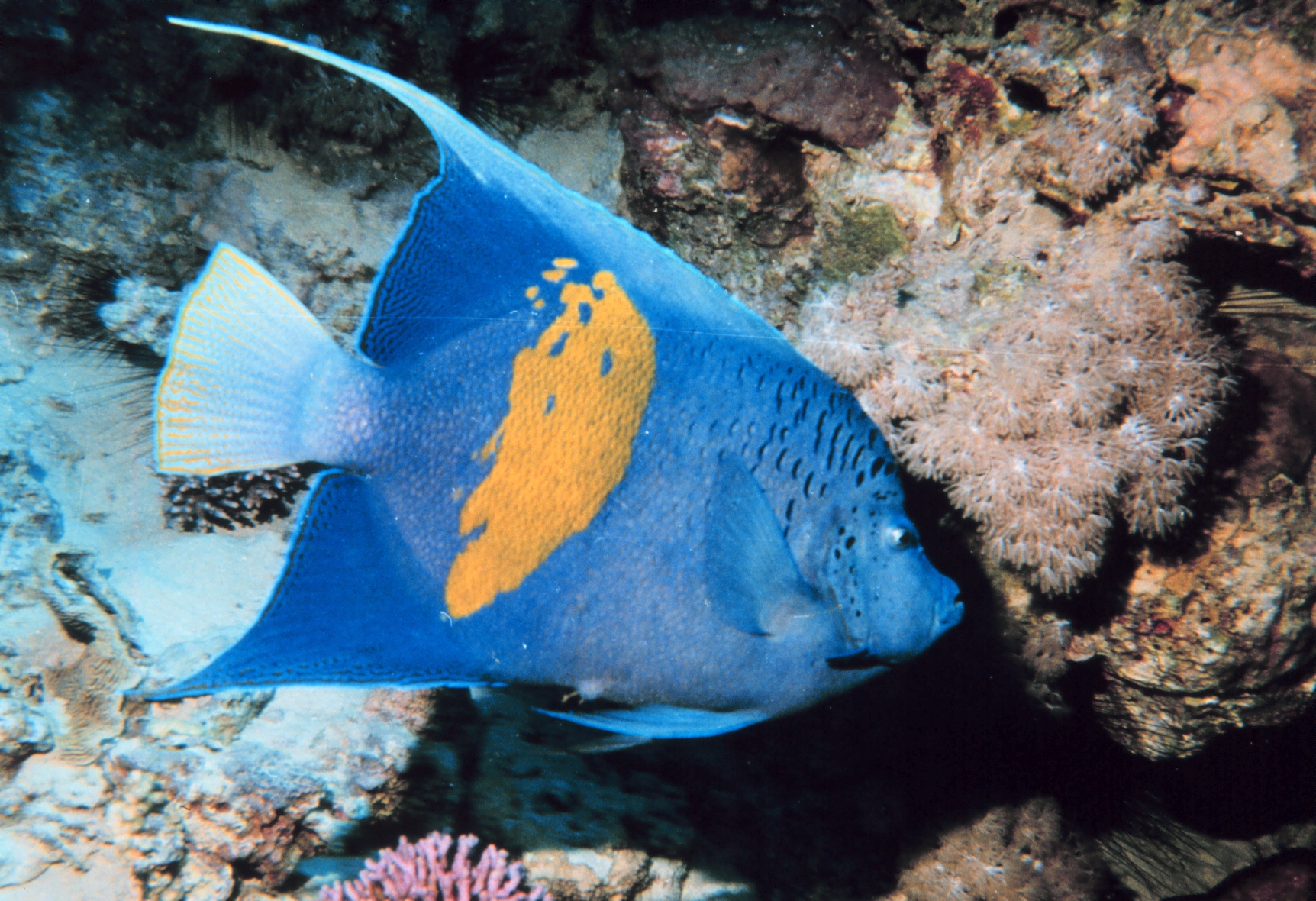
Poisson-ange à croissant (Pomacanthus maculosus)
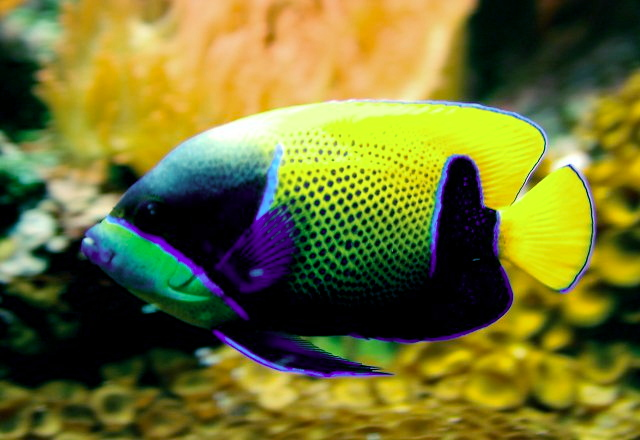
Poisson-ange amiral (Pomacanthus navarchus)
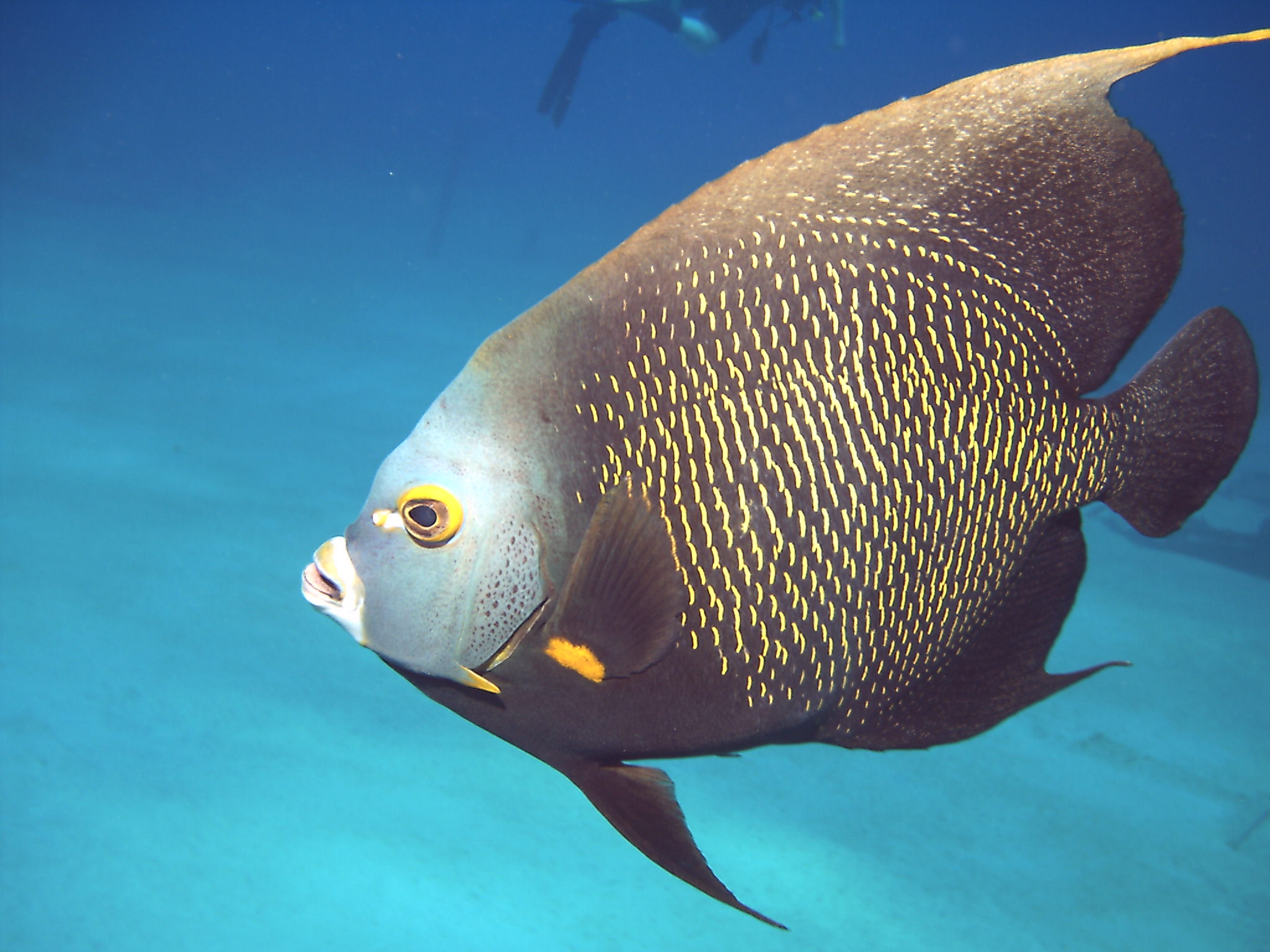
Poisson-ange français (Pomacanthus paru)
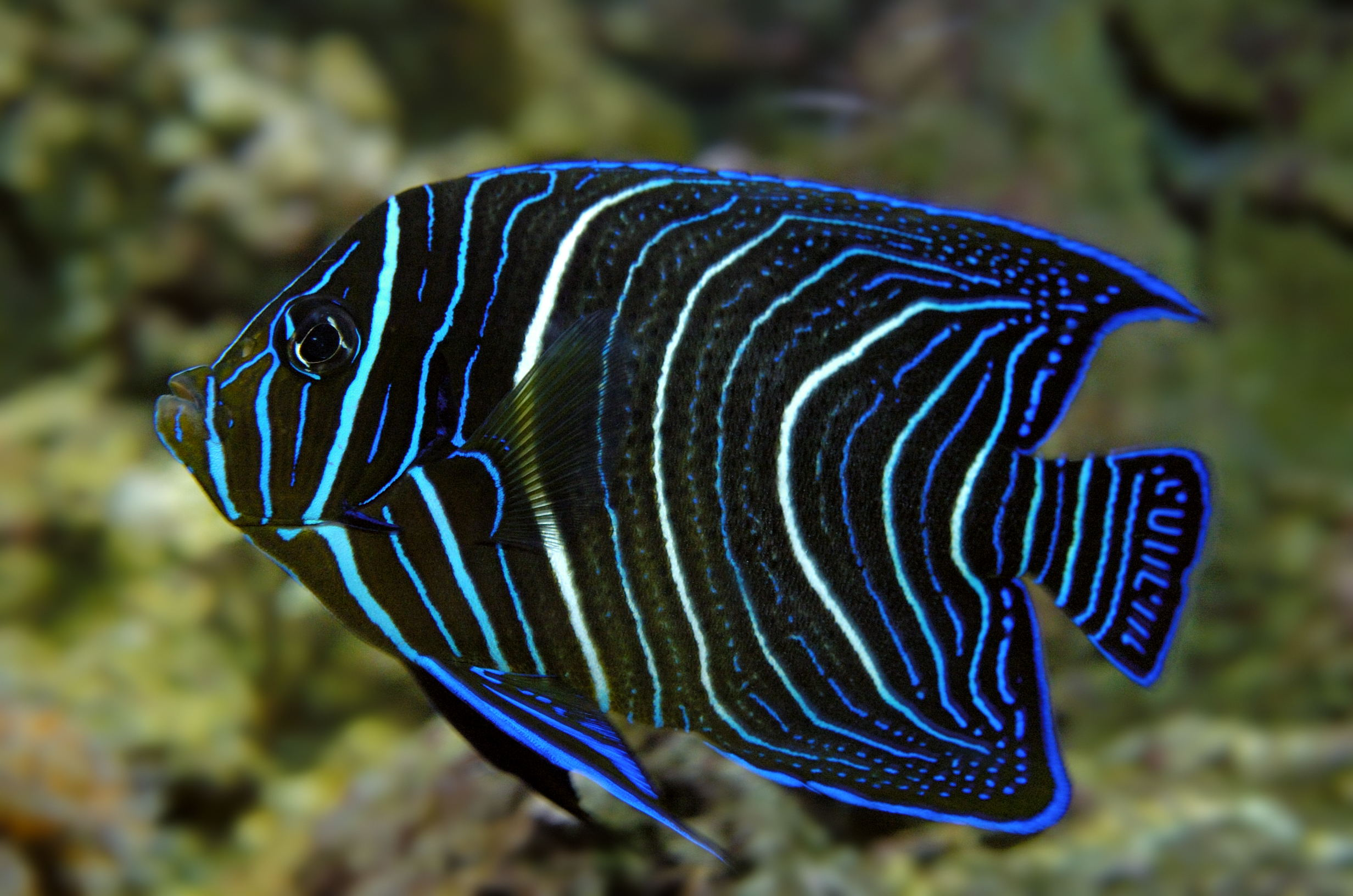
Pomacanthus rhomboides
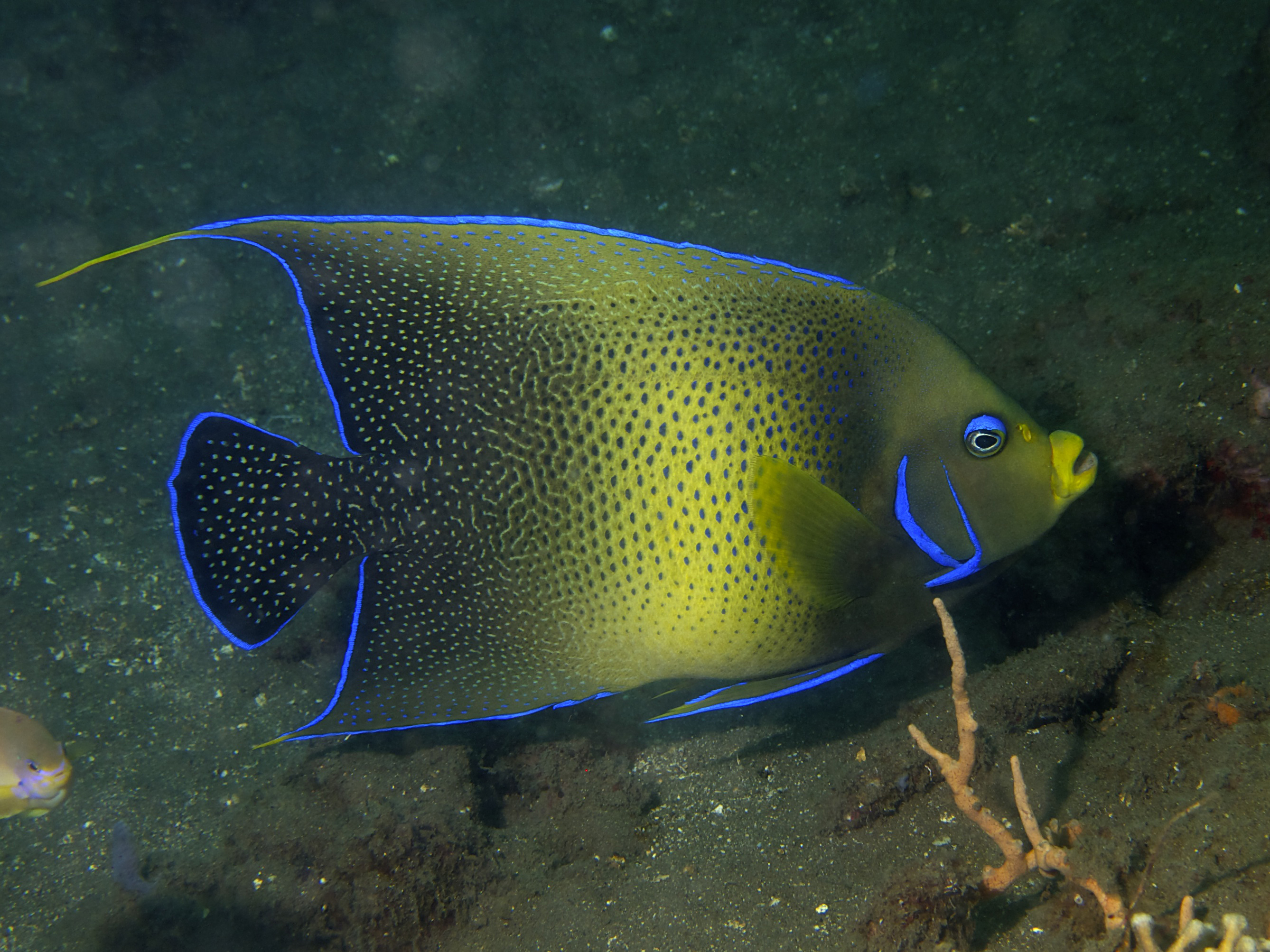
Chirurgien tabac (Pomacanthus semicirculatus)
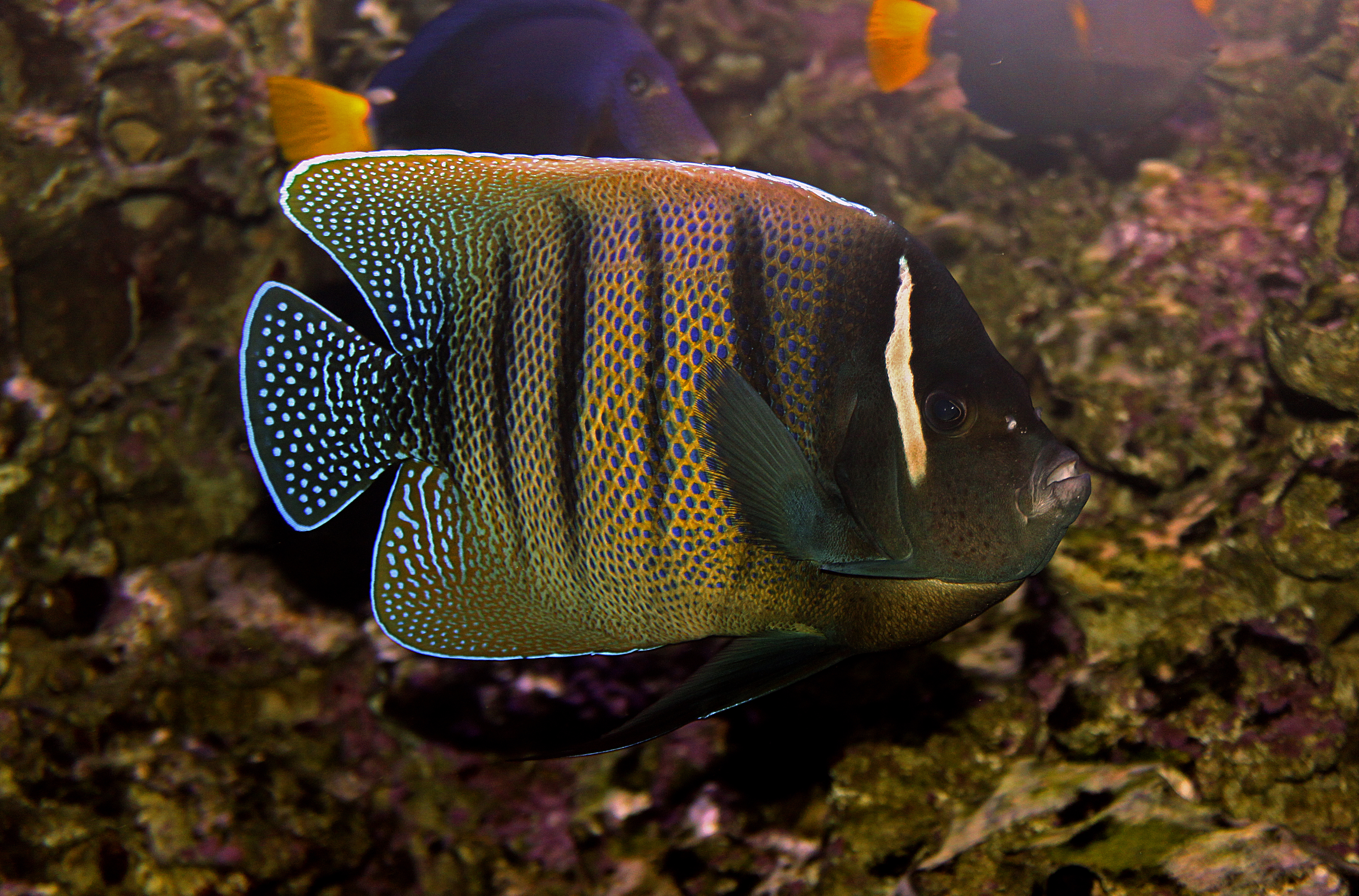
Poisson-ange à six bandes (Pomacanthus sexstriatus)
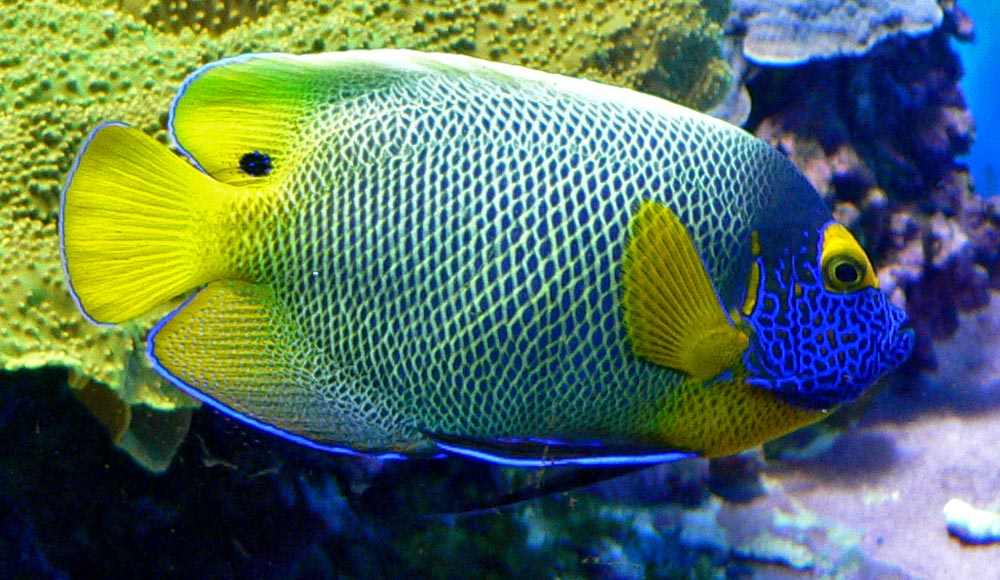
Poisson-ange à front jaune (Pomacanthus xanthometopon)
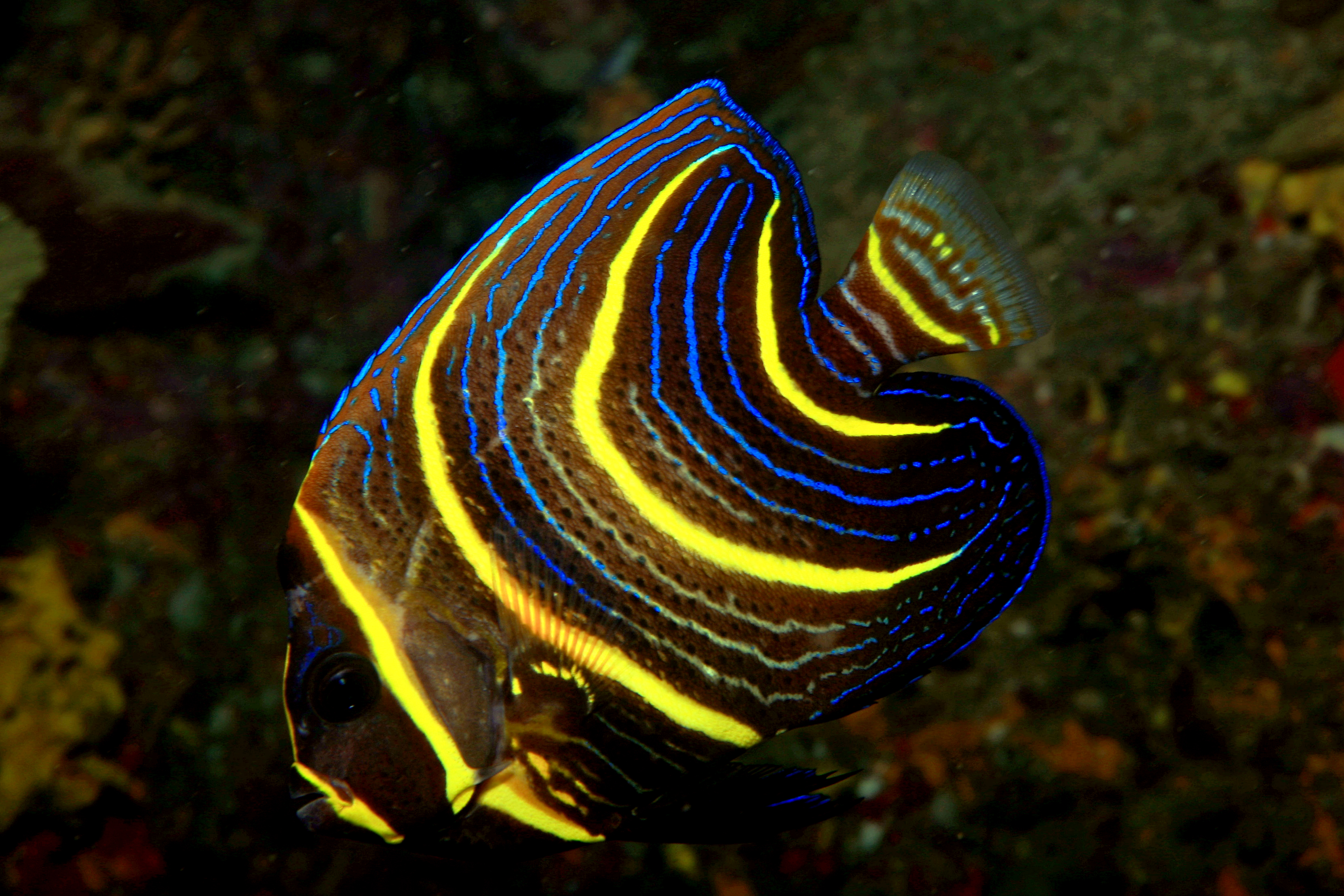
Juvénile de Pomacanthus zonipectus
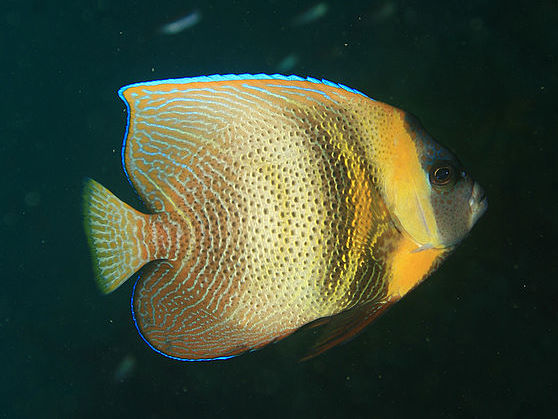
Pomacanthus zonipectus